# Paranthrene poecilocephala
Paranthrene poecilocephala is een vlinder uit de familie wespvlinders (Sesiidae), onderfamilie Sesiinae.
Paranthrene poecilocephala is voor het eerst wetenschappelijk beschreven door Diakonoff in 1968. De soort komt voor in het Oriëntaals gebied.